# مارتن هب
مارتن هب (بالتشيكية: Martin Hub)‏ هو ممثل تشيكي، ولد في 13 مارس 1964 في براغ في التشيك.

## أعمال

### أفلام
- (1997) تيتانيك[4][5][6]
- (1998) إنقاذ الجندي رايان[7][8][9]
- (2007) تمرد هانيبال[10][11]
- (2011)  بروتوكول الشبح[12]

## وصلات خارجية
- مارتن هب على موقع IMDb (الإنجليزية)
- مارتن هب على موقع قاعدة بيانات الفيلم (الإنجليزية)